# Copa Rio de Futebol Feminino
A Copa Rio é uma competição de futebol feminino organizada pela Federação de Futebol do Estado do Rio de Janeiro (FERJ). Foi estabelecida em 2023 com o intuito de ampliar o número de torneios na modalidade, tendo o Flamengo como o primeiro campeão.
Nas duas primeiras edições, a competição foi disputada por quatro equipes e na última, 2025, com cinco equipes, mas sempre em um sistema de todos contra todos, no qual o vencedor é definido através da melhor campanha na classificação geral.

## História
A competição foi anunciada em 24 de janeiro de 2023 em conselho técnico realizado na sede da Federação de Futebol do Estado do Rio de Janeiro (FERJ), no qual foi divulgado as equipes participantes e o sorteio da tabela de jogos. Na primeira edição, o torneio foi restrito a participação dos quatro grandes do Rio, no caso Botafogo, Flamengo, Fluminense e Vasco da Gama. Na ocasião, a competição foi vencida pelo Flamengo após o clube vencer quatro partidas e empatar duas e conquistar de maneira invicta.
Na temporada seguinte, as duas melhores equipes na classificação geral do Campeonato Carioca e as agremiações da atual edição participariam da competição, o que acabou não se concretizando e foi novamente restrito aos quatro grandes. Em 2024, o título foi conquistado pelo Botafogo após o clube golear o Fluminense, e terminar a competição com a melhor campanha geral.
Em 2025, o Campeonato contou com os quatro grandes (Botafogo, Flamengo, Fluminense e Vasco da Gama) e o Pérolas Negras.

## Campeões

### Títulos por clube
| Pos. | Clube         | Títulos | Vices | 3.º lugar | 4.º lugar |
| ---- | ------------- | ------- | ----- | --------- | --------- |
| 1.º  | Flamengo      | 2       | 1     | —         | —         |
| 2.º  | Botafogo      | 1       | 2     | —         | —         |
| 3.º  | Fluminense    | —       | —     | 3         | —         |
| 4.º  | Vasco da Gama | —       | —     | —         | 3         |